# Шейн Ганн (плавець)
Шейн Ганн (23 грудня 1993) — зімбабвійський плавець.
Учасник Олімпійських Ігор 2016 року.